# Niverød
Niverød is een plaats in de Deense regio Hovedstaden, gemeente Fredensborg en telt samen met Nivå 7797 inwoners (2007). De plaats is vastgegroeid aan Nivå.